# Raorchestes dubois
Raorchestes dubois é uma espécie de anfíbio da família Rhacophoridae. A espécie foi proposta em 2004 como "Philautus sp. nov. Eravikulam NP", sendo formalmente descrita em 2006. A espécie foi recombinada em 2009 para Pseudophilautus dubois e em 2010 para Raorchestes dubois.
É endémica da Tamil Nadu na Índia, onde pode ser encontrada apenas em Kodaikanal no distrito de Dindigal Anna, Gates Ocidentais. Os seus habitats naturais são: regiões subtropicais ou tropicais húmidas de alta altitude, matagal tropical ou subtropical de alta altitude e campos de altitude subtropicais ou tropicais.